# Gruppe Rot-Blau
Gruppe Rot-Blau beziehungsweise Rot-Blau hiess eine Basler Künstlervereinigung der 1920er Jahre, die dem Expressionismus nahestand. Die zwei Phasen ihres Bestehens werden «Rot-Blau I» und «Rot-Blau II» bezeichnet.
Die Gruppe «Rot-Blau» wurde an Silvester 1924/1925 von Albert Müller, Paul Camenisch und Hermann Scherer gegründet. Kurze Zeit darauf wurde Werner Neuhaus das vierte Mitglied. Der Zusammenschluss gründete einerseits in Reaktion auf schwierige Arbeitsbedingungen für junge Maler und Plastiker in Basel. Dort hatte sich eine ältere Generation (Paul Basilius Barth, Jean Jacques Lüscher, Numa Donzé und Karl Dick) etabliert, die die Ausstellungen in der Kunsthalle Basel und Aufträge des staatlichen Kunstkredits Basel-Stadt gleichsam vereinnahmten. In dieses Monopol wollte die Zweckgemeinschaft «Rot-Blau» einbrechen und Ausstellungen, Verkauf sowie Vermittlung öffentlicher Aufträge für sich erwirken. Anderseits machten sich bei «Rot-Blau» auch ein gesellschaftskritischer Ansatz und eine neue stilistische Ausrichtung gegen die herrschende dunkeltonige Valeurmalerei bemerkbar. Massgeblichen Einfluss darauf hatten «Die Brücke» und Ernst Ludwig Kirchner, dessen Werk 1923 in Zürich ausgestellt worden war und mit dem die Maler in persönlichem Kontakt standen. Die Verbindungen zu Kirchner zeigen sich besonders in Landschaftsdarstellungen, in Figurengruppen und in einer kontraststarken Farbpalette. Die Selbstbezeichnung nach den Farben Rot und Blau, wenn auch in ihrer Herkunft nicht eindeutig geklärt, weist auf die Wichtigkeit dieser zwei Primärfarben in den Werken der Künstlergruppe hin. Camenisch zählte später zu den Mitbegründer der Gruppe 33 in Basel.
Die Gruppe hatte drei Ausstellungen, löste sich aber bereits 1926 wieder auf, nachdem Müller und Scherer gestorben waren. 1928 gründete Hans Stocker mit seinem jüngeren Bruder Coghuf und Paul Camenisch, Otto Staiger, Charles Hindenlang und Max Sulzbachner die erfolgreiche Basler Künstlervereinigung «Rot-Blau II». Weitere Mitglieder waren Samuel Wülser, Hans Schmidt und Charles F. Vaucher. Trotz der stilistischen Gemeinsamkeiten entwarf «Rot-Blau» kein gemeinsames oder gar verpflichtendes künstlerisches Programm.
Als sich die Gruppe 1930 auflöste, gingen einige ihrer Mitglieder je eigene Wege. Später entstanden die Gruppe 33 und die von Coghuf und Hans Stocker, Max Gubler, Max Hunziker, Albert Schnyder, Heinz Haefliger, Max Hegetschwiler und Paul Speck 1934 gegründete eher konservative und kurzlebige Schweizer Künstlervereinigung «BBZ 8».
Die Gruppe «Rot-Blau» beeinflusste die Malerei in der Schweiz massgeblich und half, den Expressionismus und die künstlerische Moderne zu etablieren.

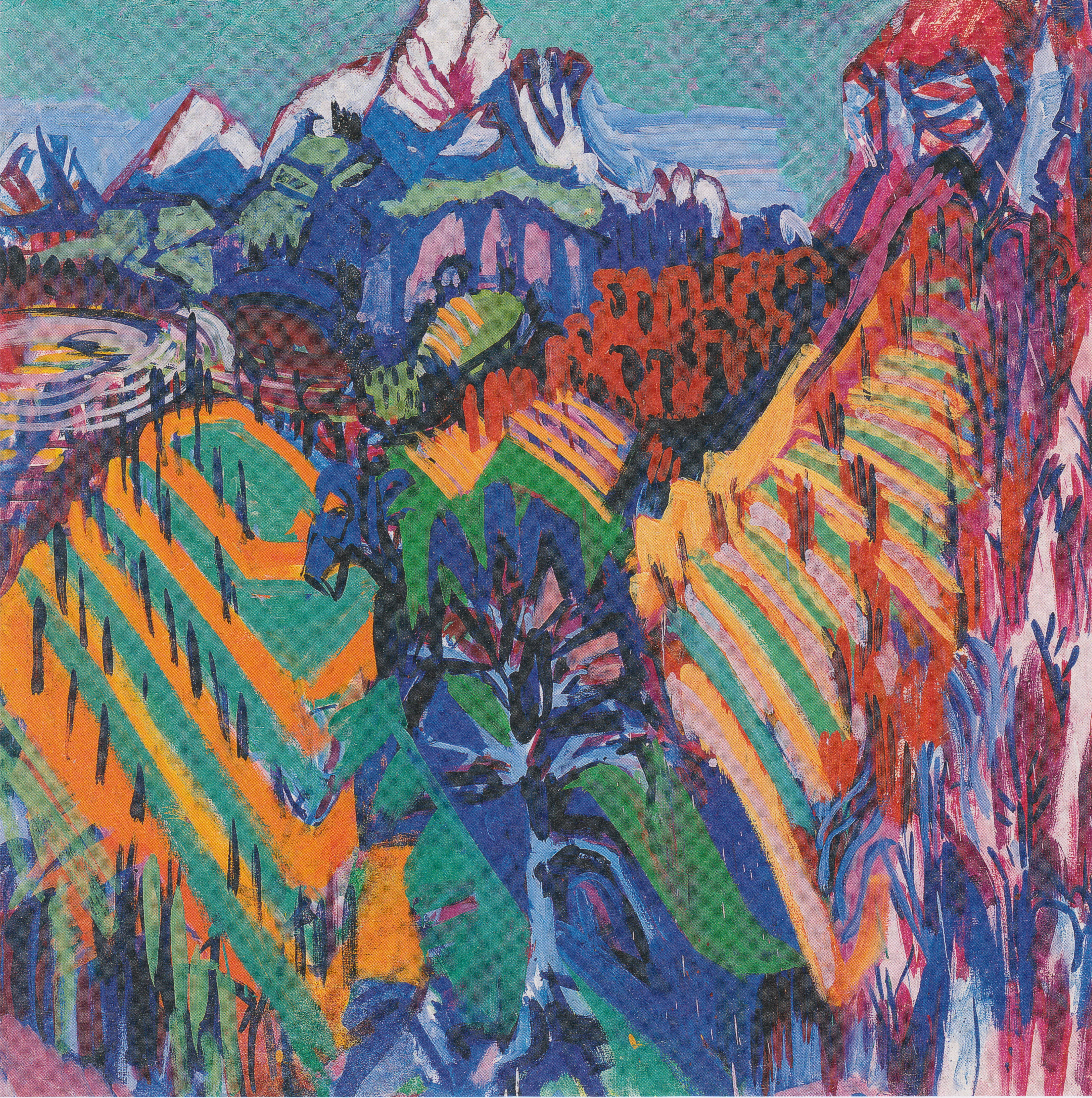
Albert Müller: Rebberge im Tessin, 1925
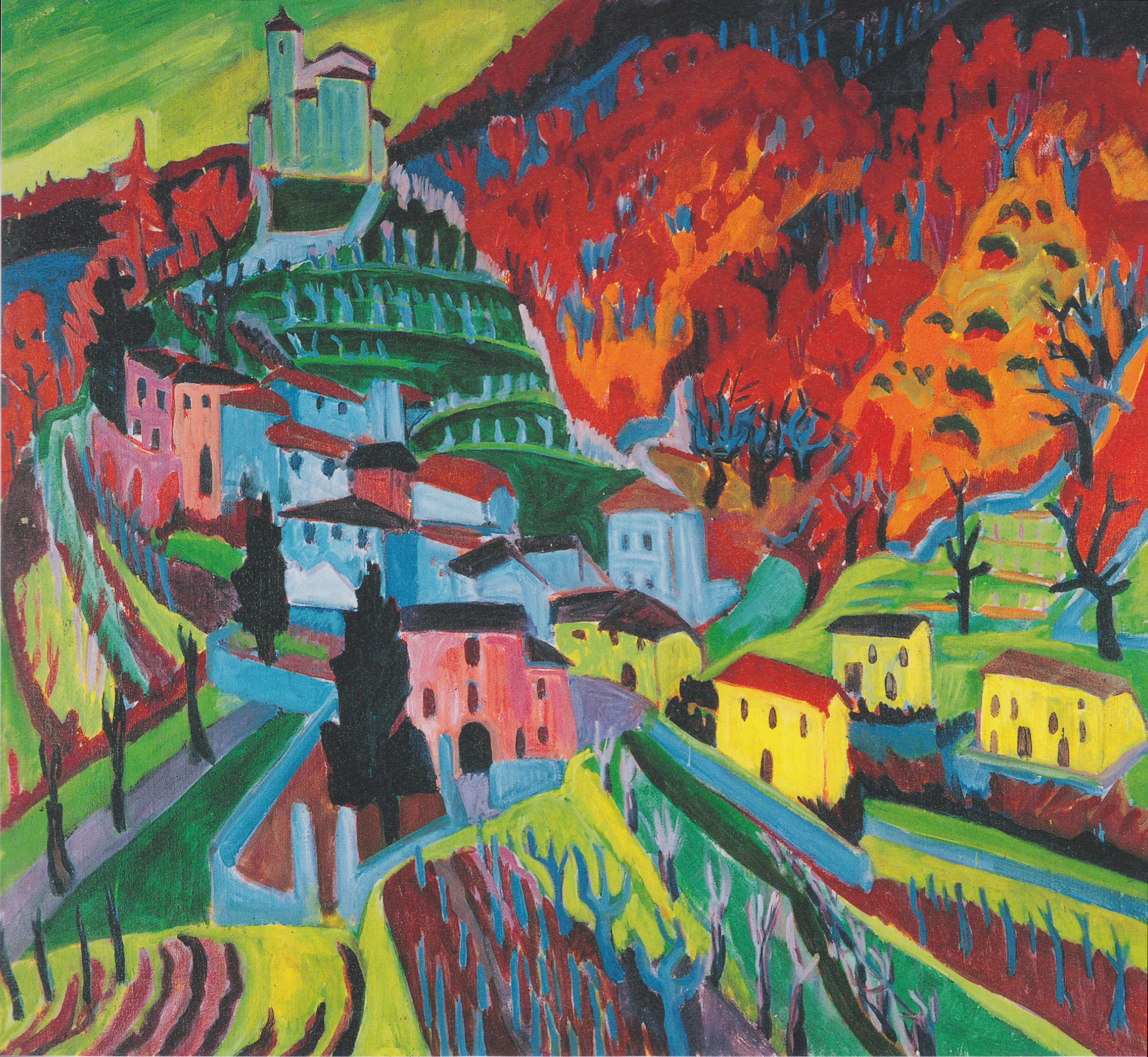
Hermann Scherer: Mendrisiotto mit Kirche von Obino, 1926
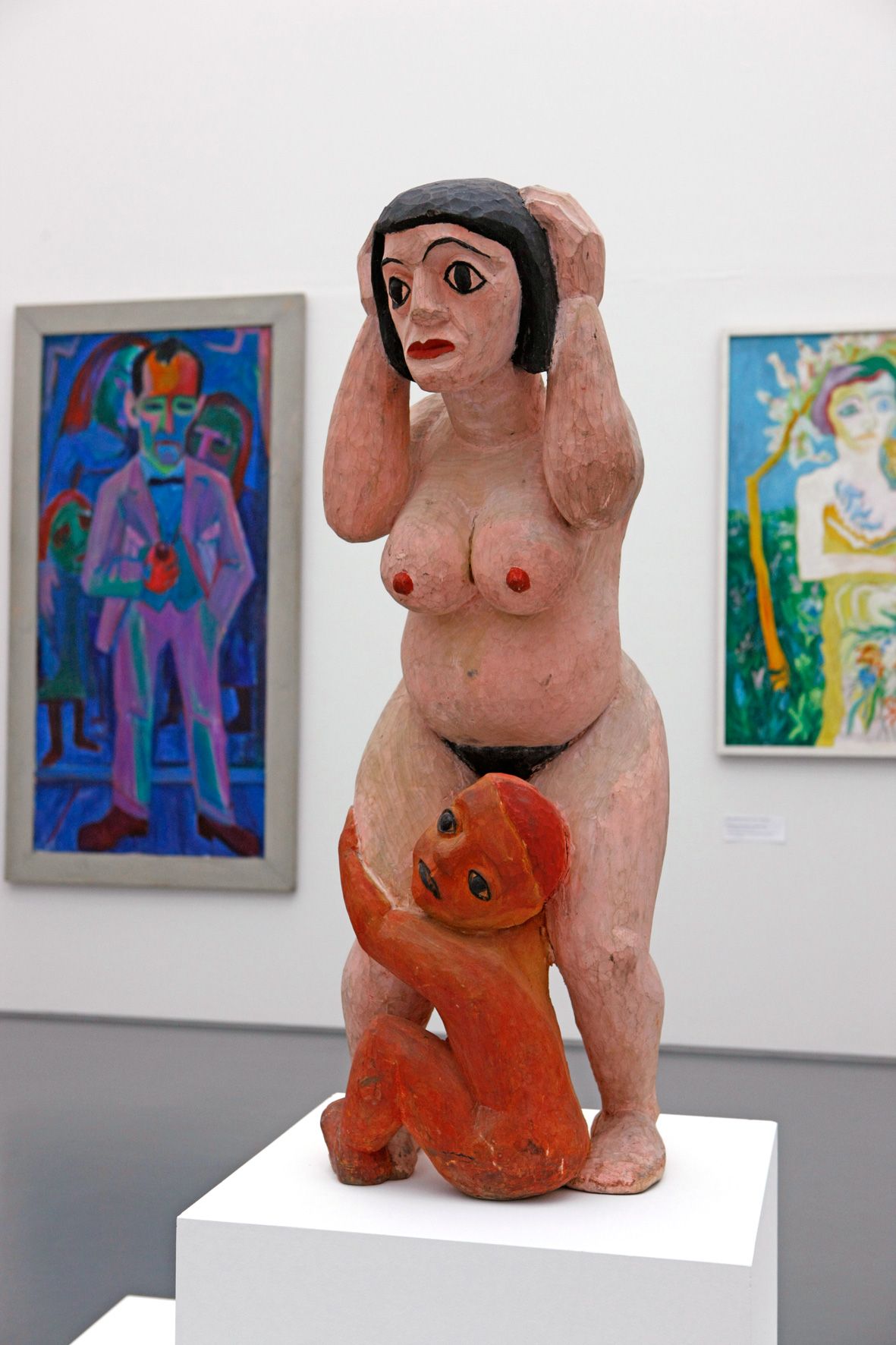
Hermann Scherer: Mutter, 1924
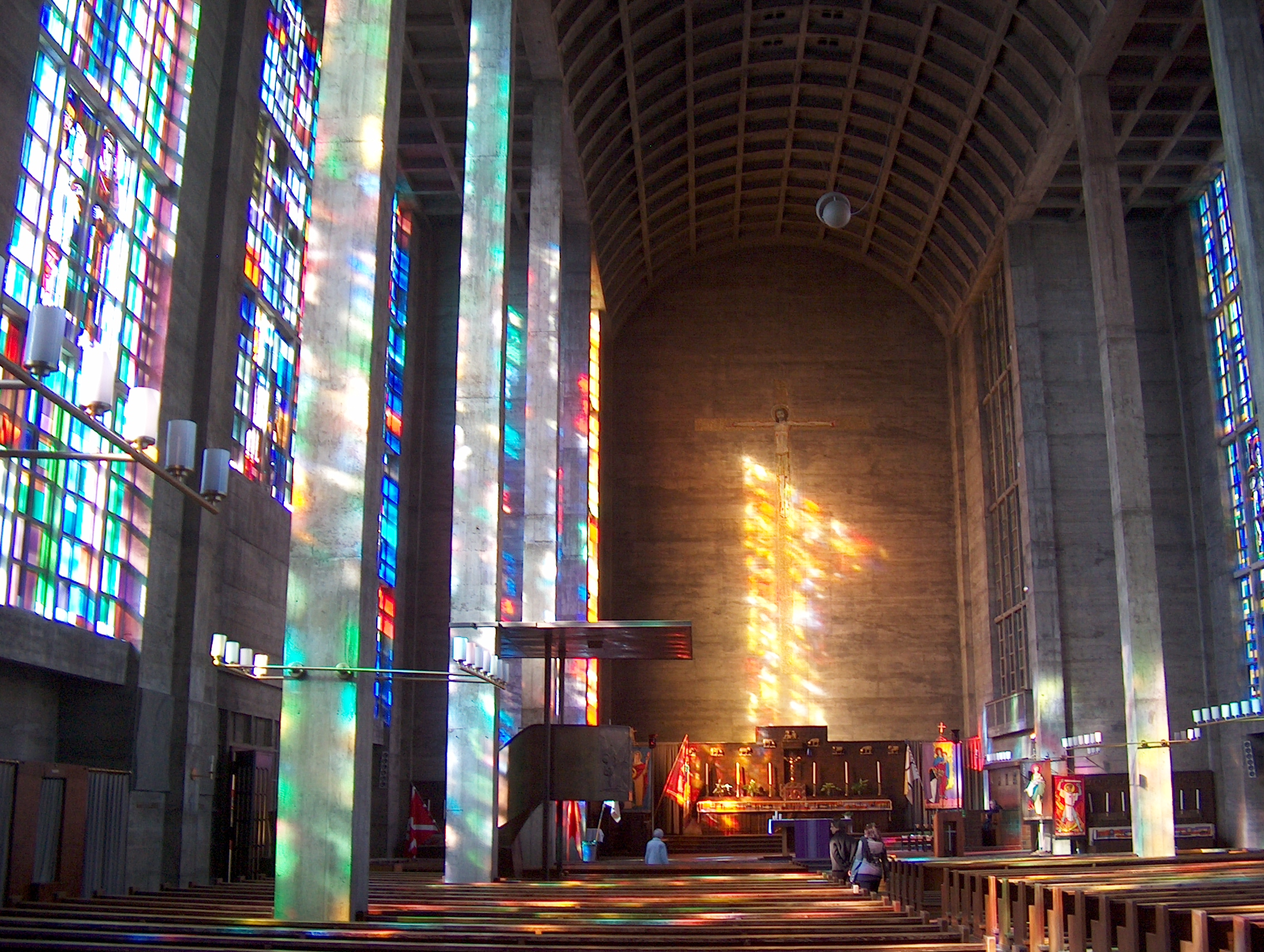
Hans Stocker: Glasmalerei in der Antoniuskirche in Basel